# 高島平
高島平（日语：／ Takshimadaira）是日本東京都板橋的一個地區名。高島平位於板橋區北部，這一地區以住宅區為主，但同時也因有板橋市場而成為一個物流據點。

## 地理
高島平位於板橋區北部、荒川及新河岸川南岸之間。總面積313公頃。其北側是新河岸；西側是三園；南側是大門、四葉、德丸、西台、東側是蓮根。高島平下劃分為一丁目至九丁目九個地區，其中高島平二丁目約三分之二和高島平三丁目約半數面積是高島平團地。高島平六丁目距埼玉縣的縣界只有200米，因擁有東京都中央批發市場板橋市場和卡車樞紐，而成為物流據點。高島平站北口的高島平八丁目有較多商店和餐館，商業繁榮。高島平九丁目有都營地下鐵三田線的車輛基地，在其上是公營住宅。
高島平地區經過了區劃整理，除了高島平五丁目之外，大部分地區的東西向和南北向都是90度交叉，較不易迷路。高島平地形平坦，境內幾乎沒有高低差。在明治至大正時代，高島平大部分地區屬於北豐島郡赤塚村。

## 外部連結
- 板橋区 （页面存档备份，存于）

35°47′10″N 139°39′0″E / 35.78611°N 139.65000°E